# Stazione di Bologna Centrale
Bologna Centrale egy vasúti pályaudvar Olaszországban Emilia-Romagna régió fővárosában, Bolognában. Egyike az ország 13 legforgalmasabb pályaudvarának, így a Grandi Stazioni üzemelteti. 1864-ben nyílt meg.
Az állomás fontos csomóponti funkciót tölt be az olasz vasúthálózatban, mivel a két legnagyobb olasz agglomeráció, Milánó és Róma között helyezkedik el, és összeköti a Felső-Itáliai-síkság és az Appennini-félsziget különböző vonalait, amelyek közül néhány a Berlin-Palermo vasúti tengely része.
Konkrétan az állomás - a kisebb regionális vonalak mellett - az olasz fő vasútvonalak közötti csomópontban helyezkedik el, északnyugatra Milánó felé (Milánó–Bologna-vasútvonal és a Milánó–Bologna nagysebességű vasútvonal), délre Firenze felé Bologna–Firenze-vasútvonal és Bologna–Firenze nagysebességű vasútvonal), északra Verona felé (Verona–Bologna-vasútvonal), északkeletre Padova felé (Padova–Bologna-vasútvonal) és délkeletre Ancona felé (Bologna–Ancona-vasútvonal).
A 20 vágányával Európa egyik legnagyobb átmenő pályaudvara. Az utasforgalmat tekintve (kb. 58 millió utas évente) Bologna Centrale az ötödik legforgalmasabb vasútállomás Olaszországban. Az állomás, amely a Servizio ferroviario metropolitano di Bologna elővárosi vasúti rendszer központja, naponta mintegy 800 vonatot közlekedtet.

## A története
A bolognai vasútállomás 1864-ben épült. Kevés és homályos információ áll rendelkezésre róla. Az viszont ismert, hogy tíz évvel később ugyanezen a helyen egy új vasútállomás épült.
A ma ismert épületet Gaetano Ratti építész tervezte, aki a helyi Clementine Akadémián tanult. A neoklasszicista stílus ihlette jellegzetes homlokzat kilenc bejáratra nyílik, és a márványoszlopokkal díszített óratorony koronázza. A csarnok a firenzei reneszánsz építészetre emlékeztet.

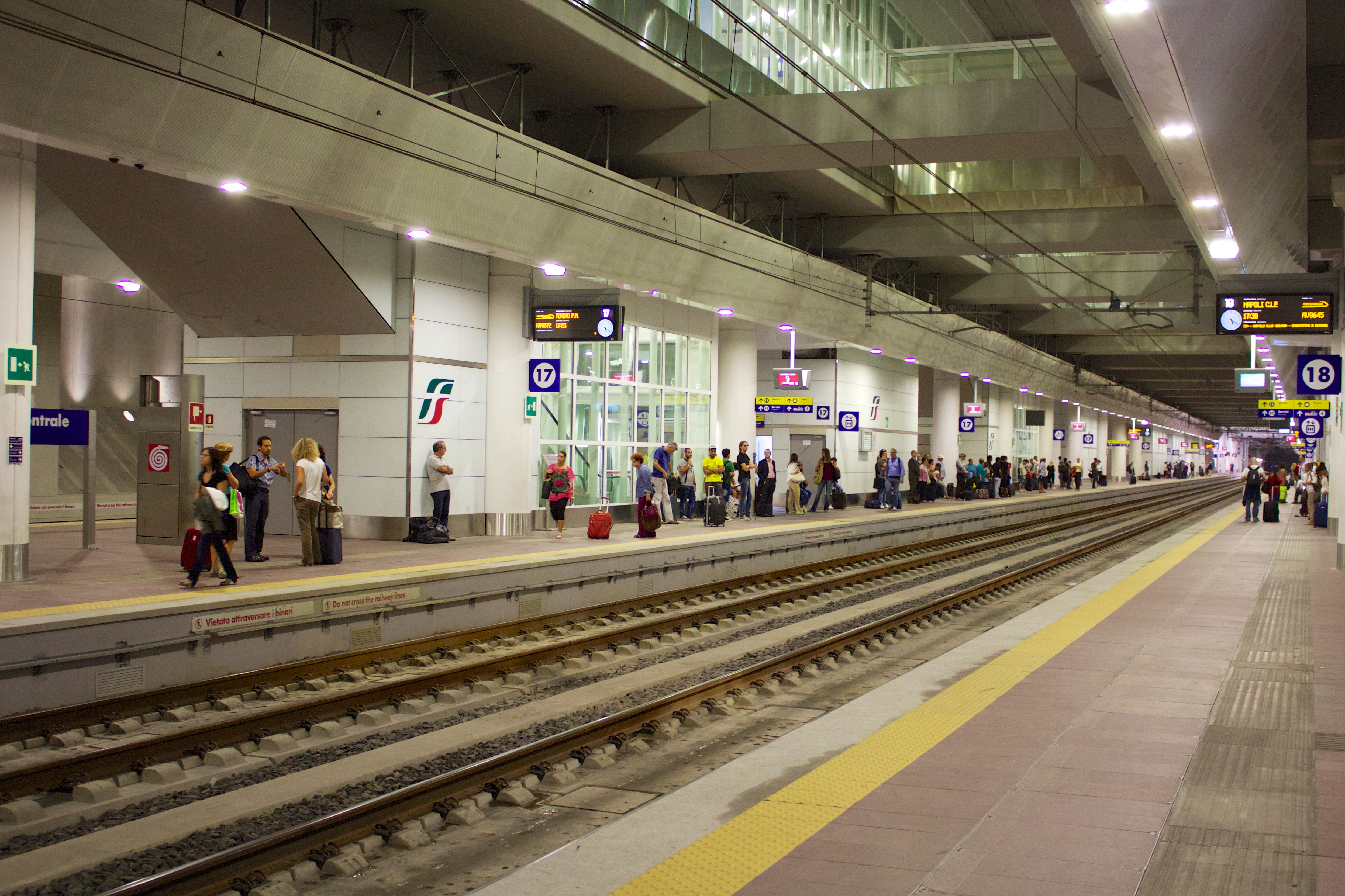
Bologna Centrale távolsági forgalmú vágányai mélyen a föld alatt

2013. június 8-án nyitották meg a nagysebességű forgalom számára a kiegészítő föld alatti állomást, amely három szintes, Arata Isozaki tervei alapján készült. 2013-ban a föld alatti állomás fölött (-23 m) egy bevásárlógalériákkal (-15 m) és egy parkolóval (-7 m) ellátott szint épült.
2017. december 10-én üzembe helyezték a föld alatti állomástól a Padova felé vezető 5,5 kilométeres összekötő vonalat. A Padova felől érkező napi mintegy ötven plusz vonattal szinte minden távolsági vonat a a föld alatti állomást használja.

## Terrorizmus
1980 augusztus 2-án, 10:25-kor 20 kg TNT-t robbantottak fel az állomáson 85 embert megölve és 200-at megsebesítve.
Az olasz kormány azonnal az olasz neofasiszta militáns csoportokat vádolta a támadással, ezt azonban a csoport tagadta, és senki sem vállalta magára a felelősséget. 15 év elteltével a hivatalos vizsgálat megállapította, hogy a támadást egy Nuclei Armati Rivoluzionari nevű kis neofasiszta csoport hajtotta végre. Az eseménnyel kapcsolatban számos összeesküvés-elmélet született, köztük a terrorcselekmény és az Itavia 870-es járatának elvesztése közötti kapcsolat..
Az állomás főórája, amely a főépület bal oldalán látható, pontosan a robbanás időpontjában állt meg. Csak néhány hónappal később helyezték újra üzembe. 1995-ben és a következő néhány évben emlékül 10:25-re, a támadás időpontjára állították be. Egy újabb, 2001-es javítás után röviddel később számos polgár és Bologna városának kérését teljesítették, és az órát végül a támadás időpontjánál állították meg, hogy emléket állítsanak a támadásnak.

## Vasútvonalak
Az állomást az alábbi vasútvonalak érintik:
- Milánó–Bologna nagysebességű vasútvonal
- Porrettana-vasútvonal
- Milánó–Bologna-vasútvonal
- Verona–Bologna-vasútvonal
- Padova–Bologna-vasútvonal
- Bologna–Portomaggiore-vasútvonal
- Bologna–Firenze nagysebességű vasútvonal
- Bologna–Firenze-vasútvonal
- Bologna–Ancona-vasútvonal
- Marconi Express

## Kapcsolódó állomások
A vasútállomáshoz az alábbi állomások vannak a legközelebb:
- Stazione di Bologna Corticella (Stazione di Padova, Padova–Bologna-vasútvonal)
- Stazione di Bologna Zanolini (Stazione di Portomaggiore, Bologna–Portomaggiore-vasútvonal)
- Stazione di Bologna Borgo Panigale (Stazione di Porretta Terme, Porrettana-vasútvonal)
- Posto di Movimento Santa Viola (Stazione di Milano Centrale, Milánó–Bologna-vasútvonal)
- Stazione di Anzola dell'Emilia
- Stazione di Bologna San Vitale (Stazione di Firenze Santa Maria Novella, Bologna–Firenze-vasútvonal)
- Stazione di Reggio Emilia AV Mediopadana
- Lazzaretto (Aeroporto, Marconi Express)